# سليمان بن حمود البوسعيدي
سليمان بن حمود بن علي البوسعيدي (مواليد 4 سبتمبر 1972) هو رئيس الاتحاد العماني لكرة القدم وهو مسؤول عماني يشغل منصب نائب الأمين العام لمجلس الوزراء العماني منذ تعيينه في أكتوبر 2011. 

## التعليم
حصل على درجة البكالوريوس في تخصص المحاسبة من جامعة القاهرة عام 1997 . ويجيد اللغتين العربية والإنجليزية.

## المسيرة المهنية

### القطاع العام
- 2025 – حتى الآن: رئيس الاتحاد العماني لكرة القدم [3] [4]
- 2011 – حتى الآن: نائب الأمين العام لمجلس الوزراء.[5]
- 2009 – 2011: المدير العام للمديرية العامة للتنسيق والمتابعة، بالأمانة العامة لمجلس الوزراء.
- 2005 – 2008: المدير العام للتخطيط بوزارة العدل.
- 2006- 2007 : نائب رئيس مجلس إدارة الاتحاد العماني لكرة القدم
- 1999 – 2004: رئيس مكتب الوزير، وزارة العدل.
- 1998 – 1999: نائب مدير استثمار أموال الأيتام والقُصّر.

## القطاع الخاص
إلى جانب مسيرته في القطاع الحكومي، تولّى سليمان البوسعيدي مناصب قيادية في عدد من الشركات العمانية، حيث شغل منصب نائب رئيس مجلس إدارة شركة المزيونة للمياه المعدنية، كما ترأس مجلس إدارة شركة مياه صحار، وتولى منصب الرئيس التنفيذي لشركة صحار للمياه المعدنية، مساهمًا في تطوير الأداء المؤسسي لهذه الشركات وتعزيز دورها في السوق المحلي.

## العضويات واللجان
شارك السيد سليمان البوسعيدي في العديد من اللجان الوطنية والمجالس الحكومية، حيث شغل عضوية كل من لجنة الخدمات واللجنة الاجتماعية في مجلس الوزراء. كما كان عضوًا في مجالس إدارات عدد من المؤسسات الحكومية منها هيئة الدفاع الوطني والإسعاف، وهيئة الوثائق والمحفوظات الوطنية، وهيئة الإذاعة والتلفزيون (حاليًا وزارة الإعلام).
وأسندت إليه مهام قيادية ضمن فرق عمل متعددة، حيث ترأس فريق التفاوض لإدارة ميناء السلطان قابوس، وفريق إعداد استراتيجية برنامج إدارة القضايا والوثائق الإلكترونية بوزارة العدل، ولجنة المجلات والدوريات الثقافية والعسكرية.
كما شارك في إعداد السياسات والخطط الوطنية بصفته عضوًا في فريق تشغيل الباحثين عن عمل عام 2011، وعضوًا في فريق إعداد الخطة الخمسية الثامنة والتاسعة، إضافة إلى عضويته في اللجنة الوطنية لإعداد التقرير الطوعي الأول عن أهداف التنمية المستدامة 2030.
وشارك أيضًا في لجان ذات طابع اجتماعي وإعلامي مثل لجنة واقع العمل الخيري، ولجنة توحيد الخطاب الإعلامي، وكان له دور فاعل كشريك استراتيجي في كلية الدفاع الوطني.

## الأوسمة
- وسام سلطنة عمان المدني من الدرجة الثانية.[6]

## إنجازاته وأثره
أسهم سليمان البوسعيدي خلال فترة عمله في تعزيز التنسيق بين الوحدات الحكومية، وتنظيم المبادرات الشبابية والاجتماعية. لعب دورًا بارزًا في تمكين الكوادر الوطنية من خلال رعايته للمبادرات التدريبية مثل برنامج "المبادئ والمرتكزات" ، وساهم في تطوير المشهد الرياضي والاجتماعي عبر قيادة فرق رياضية وإدارية متنوعة. كما كان له حضور فعّال في دعم ذوي الإعاقة وقيادة فرق إدارة الأزمات مثل إعصار جونو.

## روابط ذات علاقة
- مجلس الوزراء – سلطنة عمان
- رؤية عُمان 2040